# Ковбойські чоботи

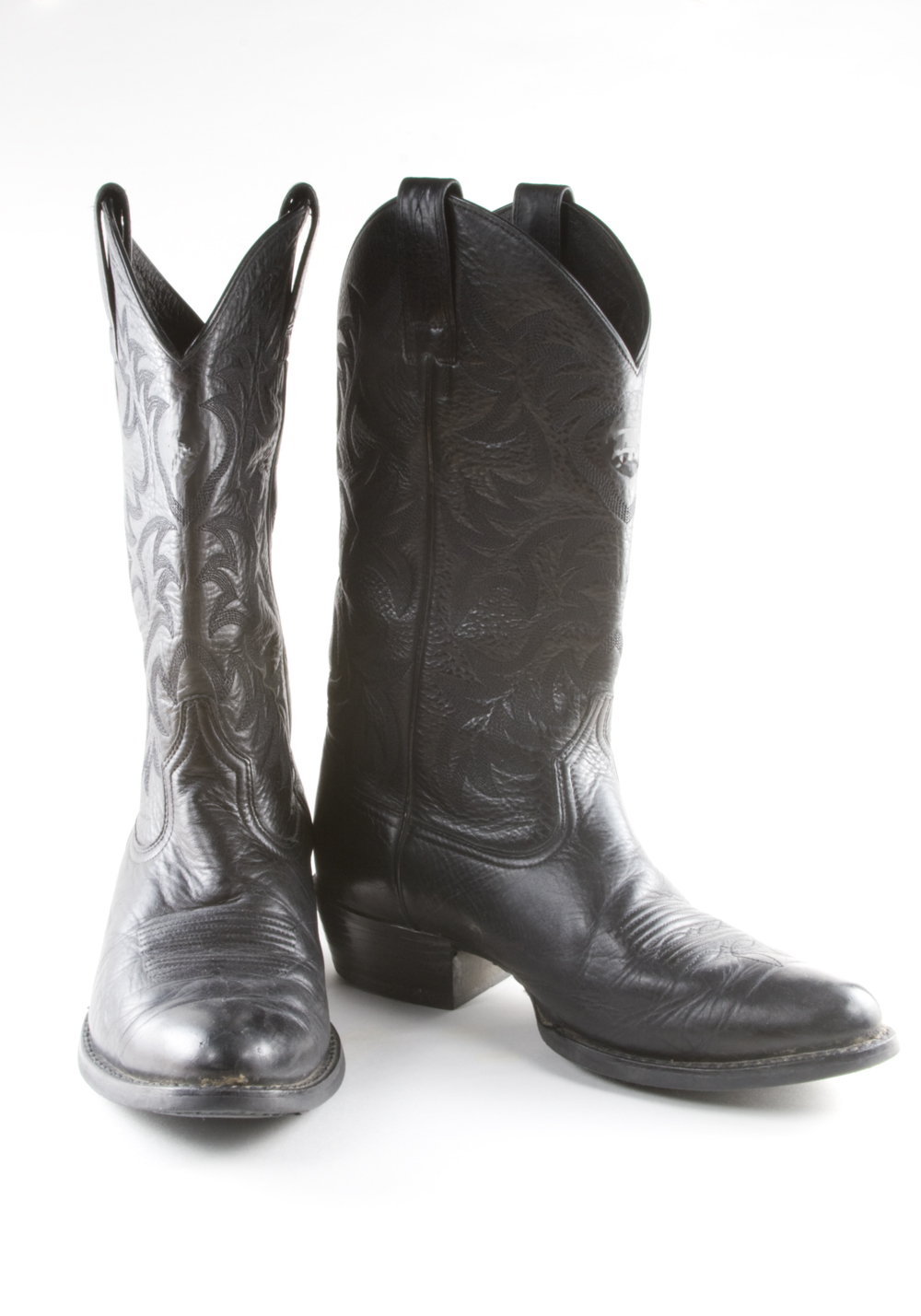
Класичні ковбойські чоботи

Ковбойські чоботи відносяться до певного стилю чобіт для верхової їзди, які історично носять ковбої. Такі чоботи мають високий скошений каблук, круглий або більш гострий мис, висока халява і традиційна облямівка. Ковбойські чоботи виготовляються з волової шкіри, але зараз часто зустрічаються чоботи і з «екзотичних» видів шкіри, таких як алігатор, змія, страус, ящірка, вугор, слон, лось, буйвіл, лама і т. п. Підошва таких чобіт також робиться зі шкіри. Гумовою буває лише набійка на підборах (так званий накат), або вся підошва, це робиться для кращого захисту від води та бруду.

## Стилі
Є два основних стилю ковбойських чобіт: вестерн (або класичний) та ропер.

### Стиль вестерн

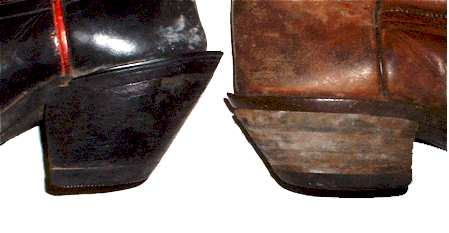
«Ковбойський» каблук (ліворуч) та «піший»

Стиль вестерн відрізняє висока халява (не нижче середини ікри), скошений «ковбойський» каблук, зазвичай більше півтора дюйми висотою. Хоча класичні ковбойські чоботи можуть бути з різною формою мису, класичний вид — звужений та зазвичай загострений. Така форма каблука і мису краще всього підходить для їзди верхи . Так само часто зустрічаються підбори не такі високі, хоча скошеність залишається — вони називаються «walking», спеціально адаптовані для піших прогулянок.

### Стиль ропер

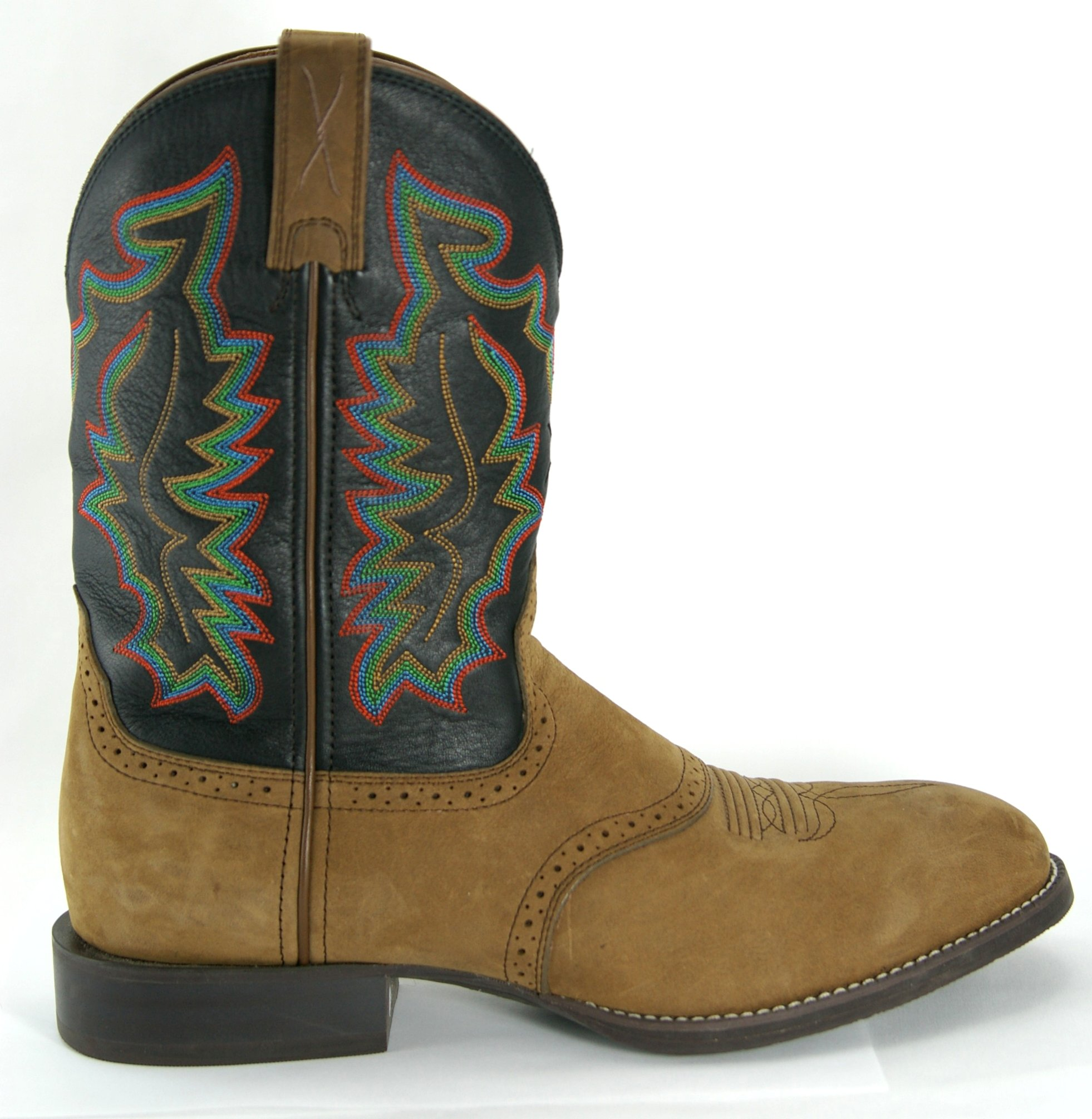
Чоботи стилю ропер: округлений мис і прямий низький каблук

Чоботи роперского стилю (англ. roper) мають коротшу халяву (не вище середини ікри), каблук прямий і низький — зазвичай менше ніж один дюйм заввишки. У чобіт такого стилю мис, як правило, закруглений, але, при переході від робочого взуття до міського стилю досить часто зустрічаються моделі з квадратними мисами. Також в стилі ропер зустрічаються і черевики на шнурівці, які краще облягають ногу, не дозволяючи чоботу зісковзнути з ноги.

## Історія виникнення
Вид деталей ковбойського чобота спричинений повсякденною роботою ковбоїв на ранчо. В основному це, звичайно, їзда верхи.
Досить висока халява із щільної шкіри захищає ногу вершника як при їзді (від натирання), так і при ходінні (крім гілок і колючок, ковбой міг зіткнутися і з гримучою змією).
Оригінальний мис завжди був округленим і завуженим, щоб було зручніше вставляти ногу в стремено. У 40-х роках XX століття з'явилися стилізовані чоботи з сильно загостреними мисами, але така форма не має практичного значення, більше того — зовсім незручна на робочих чоботях, а часто навіть і небезпечна. Чобіт з вузьким довгим мисом має більше шансів застрягти в стремені при падінні вершника.
При роботі з худобою на пересіченій місцевості, високій швидкості і різких маневрах (або просто при роботі з молодим конем) у ковбоя завжди високий ризик падіння. Якщо при цьому він ногою застрягне в стремені, кінь може запанікувати і побігти. Найчастіше такі інциденти призводили до смерті. Тому так само важливий і високий «об'ємний» каблук: при їзді верхи зводить до мінімуму ризик провалювання ноги в стремено. Якщо нога все ж застрягла в стремені — широка досить вільна форма халяви дозволить нозі вершника «вислизнути» з чобота.
Роперский стиль сформувався, відповідаючи вимогам сучасного родео, в основному — дисципліни calf-roping, де потрібно заарканити бичка, будучи верхи на коні, а потім зіскочити з коня, підбігти до бичка і стримувати його. І чоботи повинні бути однаково зручні і для їзди верхи, і для «пробіжок» пішки. Більш короткий халява кілька здешевлювало чоботи, а також дозволяло нозі легше вислизнути з чобота в екстремальній ситуації.

## Виробники
Деякі з відомих виробників оригінальних ковбойських чобіт (не тільки для верхової їзди та роботи, але і для парадних виходів і просто для повсякдення): Lucchese, Tony Lama, Nocona, Justin, Dan Post, а також більш бюджетні фірми: Durango, Ariat, Double H, Abilene, Laredo, Dingo.